# 保定總督
保定總督，為明朝末期崇禎十一年設立的一個總督職位，其轄區包括保定、山東、天津、登萊四巡撫之地。

## 概述
- 崇禎十一年，分自薊遼總督，轄保定、山東、天津、登萊四巡撫之地[2]。
- 崇禎十五年，增轄湖廣部份地區，當年潤十一月罷免。
- 崇禎十六年三月，恢復，除去湖廣之地，同年五月罷免。
- 崇禎十七年二月，恢復，轄區同崇禎十六年三月。

## 歷任總督
| 序次                     | 姓名   | 籍贯       | 任职时间                        | 卸职时间                              | 卸職原因/备注 |
| 總督保定、山東、河北軍務 |        |            |                                 |                                       |               |
| 1                        | 孫傳庭 | 山西振武衛 | 崇禎十二年正月 1639年           | 崇禎十二年五月乙亥 1639年6月19日      | 削籍          |
| 2                        | 楊文岳 | 四川南充   | 崇禎十二年 1639年               | 崇禎十四年九月 1641年                 | 革職          |
| 3                        | 楊文岳 | 四川南充   | 崇禎十五年二月丁未 1642年3月7日 | 崇禎十五年六月 1642年                 | 以朱仙鎮敗免  |
| 4                        | 侯恂   | 河南商丘   | 崇禎十五年六月 1642年           | 崇禎十五年閏十一月辛丑 1642年12月26日 | 以開封亡罷職  |
| 5                        | 呂大器 | 四川遂寧   | 崇禎十六年三月 1643年           | 崇禎十六年五月 1643年                 | 罷            |
| 總督畿南、山東軍務       |        |            |                                 |                                       |               |
| 1                        | 徐標   | 山東濟寧   | 崇禎十七年二月 1644年           | 崇禎十七年二月 1644年                 | 被殺          |